# Shalom Rosenberg
Pour les articles homonymes, voir Rosenberg.
Shalom Rosenberg (1935 à Buenos Aires – 5 mars 2023 à Jérusalem,,) est un professeur émérite de pensée juive à l'université hébraïque de Jérusalem, d'origine argentine, disciple de Monsieur Chouchani.

## Éléments biographiques
Shalom Rosenberg est né en 1935 à Buenos Aires en Argentine.

### Études

#### Buenos-Aires
En 1957, Shalom Rosenberg termine un Licenciatura et una Maestría d'ingénieur civil à Buenos-Aires.

#### Université hébraïque de Jérusalem
En 1965, Shalom Rosenberg reçoit un B.A. et en 1970 un M.A. en pensée juive de l'université hébraïque de Jérusalem.
En 1970, il obtient un doctorat (Ph.D.) de l'université hébraïque de Jérusalem. Le sujet de sa thèse est: Logic and Ontology in Jewish Philosophy of the 14th Century.
Il devient professeur aux départements de philosophie et de pensée juive à l'université hébraïque de Jérusalem où il dirige le département de pensée juive.

### Enseignement
Shalom Rosenberg est professeur de pensée juive à l'université hébraïque de Jérusalem.

## Shalom Rosenberg et Monsieur Chouchani
Shalom Rosenberg est un élève de Monsieur Chouchani .
Il le rencontre en 1955 en Uruguay. Il est présent à sa mort, à Montevideo d'une crise cardiaque le 26 janvier 1968 alors qu'il donne un cours aux membres d'une organisation juive de jeunesse, Bnei-Akiva. Shalom Rosenberg, qui est alors étudiant en pensée juive à l'université hébraïque de Jérusalem, dit de lui : « Le monde se divise entre ceux qui ont connu Chouchani et ceux qui ne l'ont pas connu ».

## Œuvres

### Articles
- (en) Shalom Rosenberg, « On the modal version of the ontological argument », Logique et Analyse, vol. 24, no 93,‎ 1981 (lire en ligne)
- (en) Shalom Rosenberg (Dr.), « You Shall Walk In His Ways », sur The Edah Journal 2.2.
- (en) Shalom Rosenberg, « Edom and the Modern Metropolis », Moreshet,‎ 25 novembre 2003 (lire en ligne)
- (en) Shalom Rosenberg et Charles H. Manekin, « Philosophical Observations On Maimonides' Critique of Galen », Koroth, vol. 9, no Special Issue,‎ 1988

### Livres
- (en) Shalom Rosenberg, Good and Evil in Jewish Thought, Mod Books, 1996 (ISBN 9650504486, présentation en ligne)
- (es) Shalom Rosenberg, El bien y el mal en el pensamiento judio, Riopiedras Ediciones, 1996 (ISBN 8472131335, présentation en ligne)
- (en) Shalom Rosenberg, In the Footsteps of the Kuzari: An introduction to Jewish Philosophy, Yashar Books, 2008 (ISBN 1933143193, présentation en ligne)